# Кърлинг
Кърлингът (на английски: curling) е отборна спортна игра, която се играе върху ледена площадка.
Целта на играта е гранитните камъни, с които се играе, да достигнат максимално близо до центъра на концентрични окръжности.

## История
Думата кърлинг (от curling – „извивам се, навивам се, въртя се“), се появява за пръв път напечатана през 1620 година в Пърт в пролога и стиховете на поема от Хенри Адамсън (Henry Adamson). Произлиза от шотландския глагол curr, който описва ниско ръмжене (като английския глагол purr). Играта е популярна в Шотландия като „стържеща игра“ (roaring game) заради звука, който камъните издават, докато се плъзгат по замръзналите капчици вода по игралната повърхност. Името на играта не означава движението на камъните, въпреки че днес за камък, който се отклонява от траектория по права линия се казва, че се извива или върти.
Счита се, че кърлингът е измислен в късно-средновековна Шотландия – първото писмено сведение за състезание по хвърляне на камъни върху лед е в архивите на абатство „Пейзли“ (Paisley Abbey) в Ренфрушър от февруари 1541 година. 2 картини на Питър Брюгел (Pieter Bruegel) от 1565 година изобразяват холандски селяни, играещи кърлинг – Шотландия и страните от равнинния регион край Северно море (дн. Нидерландия, Белгия, Люксембург) имат добри търговски взаимоотношения и междукултурен обмен през онзи период, което личи и от историята на голфа. Този спорт съществува в Шотландия още в първите години на XVI век, за което свидетелства камък за кърлинг, гравиран с датата 1511 година, открит заедно с друг с дата 1551 година при пресушаването на езерцето Понд в Дънблейн, Шотландия.
В ранната история на кърлинга камъните са просто с плоско дъно, оформено от речната вода, като понякога са изрязвани и оформяни. Хвърлящият има много малко контрол върху камъка и разчита повече на късмет, отколкото на умение и стратегия, за да спечели, за разлика от днес.
Кърлингът на открито е много популярен в Шотландия между XVI и XIX век, тъй като климатичните условия осигуряват добър лед всяка зима.
Клуб по кърлинг „Килсит“ (Kilsyth Curling Club) претендира да е първият клуб в света, основан официално през 1716 година и съществуващ и днес. „Килсит“ претендира и за най-старото създадено за кърлинг езеро в света – езерото в Колциум. То има малък бент, образуващ плитък басейн с размери 100 на 250 метра, но днес рядко е в подходящо състояние за кърлинг поради все по-топлите зими.
В Пърт, Шотландия се намира международният ръководен орган по този вид спорт – Световната федерация по кърлинг (World Curling Federation), започнала като комитет на Кралския каледонски клуб по кърлинг (Royal Caledonian Curling Club).
Днес играта е най-добре установена в Канада, където я занасят шотландски емигранти. Най-старият активен спортен клуб в цяла Северна Америка е Кралският монреалски клуб по кърлинг (Royal Montreal Curling Club), основан през 1807 година. П първият кърлинг-клуб в САЩ започва дейността си през 1830 година. Играта е представена на Швейцария и Швеция пак от шотландци преди края на XIX век. В наши дни кърлинг се играе из цяла Европа и се е разпространил до Япония, Австралия, Нова Зеландия, Китай, Корея.
Първият световен шампионат по кърлинг, познат като Шотландска купа (Scotch Cup), e ограничен само за мъже и се провежда във Фалкърк и Единбург, Шотландия през 1959 година. Първата световна титла е спечелена от канадския отбор от град Риджайна, провинция Саскачеван с капитан Ърни Ричардсън (Ernie Richardson).
Кърлингът е официален олимпийски спорт от Зимните олимпийски игри през 1998 година. През февруари 2006 година Международният олимпийски комитет решава със задна дата да зачете състезанието по кърлинг от Зимните олимпийски игри през 1924 година като официално събитие, а не само като демонстрация. И така първите олимпийски медали по кърлинг, който по онова време се е играл на открито, са раздадени на Олимпиадата през 1924 година – златен медал за Великобритания и Ирландия, 2 сребърни за Швеция и бронзов за Франция.

## Правила на играта
Пързалката на играта представлява ледена писта с дължина 44,5 m и с широчина между 4,3 m и 4,75 m. Пистата е добре полирана, за да позволи на „камъните“ да се плъзгат с възможно най-малко триене. Измежду начините за подготвяне на повърхността е поръсването ѝ с капки вода.
Така нареченият „дом“ е серия от концентрични кръгове с диаметри съответно 3,66 m, 2,44 m, 1,22 m и 0,66 m. Центърът е маркиран с Т-линия (оттам и терминът „тий“).
За да хвърлят камъка си, играчите тръгват от така наречения „хак“ – опори за крака, фиксирани върху леда.
Издяланият гранитен камък тежи 20 kg, има външна обиколка от 91,44 cm, висок е минимум 11,43 cm. Отгоре има дръжка, за да може да бъде завъртан, преди да бъде пуснат да се пързаля по леда. Основата му не е гладка, а вдлъбната, плъзгащата повърхност е между 6 и 12 mm по-тясна от широчината на камъка. Благодарение на тази разлика той се движи по крива линия, чийто ъгъл зависи от много фактори, в това число и от предварителната подготовка на леда.
Кърлингът се играе от 2 отбора с по 4 участници. Играч № 1 във всеки екип съответно хвърля първи, като четвъртият е капитан или „скип“. Това обаче не е задължително и някои отбори не прилагат тази система. Докато първите 3-ма хвърлят своите камъни, скипът отива на другия край на пързалката, за да дава указания на съотборниците си. Когато дойде негов ред да хвърля, третият играе тази роля за него.
След като камъкът е хвърлен, играч го плъзга към друг, стоящ в другия край на пистата. Останалите 2 играчи направляват камъка, докато не попадне във владение на скипа.
Важна част в кърлинга играят различните обувки, с които е обут всеки състезател. Специалната обувка е с подметка с тефлон и мека повърхност. Това позволява на играчите да се плъзгат извън вдлъбната линия, докато хвърлят камъка. Тези, които са от ляво, носят специалната обувка на десния си крак, и обратното. Другата обувка има тънък слой каучук, което улеснява плъзгането по леда.
Не по-малко важен атрибут е метличката. С нея играчите чистят леда пред камъка, за да ускорят движението му и да го вкарат в правилната траектория.
Обикновено всеки мач се състои от 10 „енда“ и трае средно 2 часа. Всеки играч има по 2 камъка на енд, като при хвърлянията се редуват участниците от противниковите отбори.
Докато се разиграват 4-те камъка, камъните, разположени между хога и центъра (Т-линията в средата на мишените), но не и в дома, не трябва да бъдат избутвани от тези на противниковия отбор.